# Gare de Zorrotza

Carte du réseau de Renfe Cercanías Bilbao.

La gare de Zorrotza est le nom d'une gare exploitant les lignes C-1 et C-2 du réseau de Renfe Cercanías Bilbao, entre les gares de Lutxana et d'Olabeaga. La gare se trouve dans le quartier du même nom, dans le district 8 (Basurto-Zorrotza) de Bilbao, la première des gares des Lignes C-1 et C-2 de la ville.
Près de la gare de la Renfe se trouve aussi la gare de Zorrotza de la Feve.
| Provenance/Destination | <       | Ligne | >        | Provenance/Destination |
| ---------------------- | ------- | ----- | -------- | ---------------------- |
| Santurtzi              | Lutxana |       | Olabeaga | Bilbao-Abando          |
| Muskiz                 | Lutxana |       | Olabeaga | Bilbao-Abando          |

## Autres gares de la ville
On trouve aussi à Bilbao les gares de la Renfe suivantes : 

## Voir également
- Renfe Cercanías Bilbao